# Битча (округ)
Округа Битча (словац. Okres Bytča) — адміністративна територія в складі Жилінського краю Словаччини. Адміністративний центр — містечко Битча.

## Розташування
Окрес Битча знаходиться на заході Жилінського краю, межує з Тренчинським краєм, здебільшого, в пониззі річки Ваг. Займає територію 281,6 км² з населенням близько 32 000 мешканців. Розташовані Раковські пагорби.

## Населення
| Рік:            | 1994.  | 2004.   | 2014.   | 2024.   |
| --------------- | ------ | ------- | ------- | ------- |
| Кількість осіб: | 30 159 | 30 879  | 30 682  | 31 444  |
| Різниця:        |        | +2,38 % | -0,63 % | +2,48 % |

| Рік:            | 2023.  | 2024.   |
| --------------- | ------ | ------- |
| Кількість осіб: | 31 308 | 31 444  |
| Різниця:        |        | +0,43 % |

## Адміністративний поділ
Адміністративна одиниця — окрес Битча — вперше була сформована в 1918 року, ще за мадярських часів. З середини 20 століття він вже сформувався остаточно, до нього входять 11 сіл (обец) та сам адміністративний центр округу містечко Битча.
Перелік обец, що входять до окреси Битча та їх орієнтовне розташування — супутникові знімки [Архівовано 25 серпня 2011 у WebCite]:
- Битча — Мала Битча, Грабове, Мікшова, Пшурновіце, Глінік над Вагом
- Глибоке-над-Вагом (Hlboké nad Váhom)
- Гвоздниця (Hvozdnica)
- Яблонове (Jablonové)
- Коларовиці (Kolárovice) — Шкоруби, Чяков, Коритне
- Котешова (Kotešová)
- Маршова-Рашов (Maršová — Rašov) — Маршова і Рашов
- Петровиці (Petrovice) з Сетеховом
- Предміер (Predmier)
- Сульов-Градна (Súľov — Hradná) — Сульов і Градна
- Штявнік (Štiavnik) — Лукачовці, Кладівовці, Передястреб'є
- Вельке Ровне (Veľké Rovné) — Потоки, Бещарі, Нижній Жарнов